# ريكس أوبري
ريكس أوبري (بالإنجليزية: Rex Aubrey) (4 فبراير 1935 – 20 أبريل 2021) هو سباح، من أستراليا، مثّل بلاده في الألعاب الأولمبية الصيفية 1952.

## وصلات خارجية
- ريكس أوبري على موقع الاتحاد الدولي للسباحة (الإنجليزية)
- ريكس أوبري على موقع أوليمبيديا (الإنجليزية)
- ريكس أوبري على موقع اللجنة الأولمبية الأسترالية (الإنجليزية)
- ريكس أوبري على موقع اتحاد ألعاب الكومنولث (مؤرشف) (الإنجليزية)